# Citrix Systems
Citrix Systems (NASDAQ: CTXS) é uma empresa de software americana que fornece servidores, virtualização de desktops, aplicativos, redes, software como serviço (SaaS) e tecnologias de computação em nuvem. Os produtos Citrix estão sendo usados por mais de 400.000 clientes em todo o mundo, incluindo 99% das Fortune 100 e 98% das Fortune 500. É sediada em Fort Lauderdale, Flórida.
A Citrix tem sedes corporativas em Fort Lauderdale, Flórida e Santa Clara, Califórnia, com operações subsidiárias na Califórnia e Massachusetts, e centros de desenvolvimento adicionais na Austrália, Canadá, Dinamarca, Alemanha, Índia e Reino Unido. Em 2019, a Citrix gerou US$ 3,01 bilhões em receita e tinha 8 400 funcionários.